# Franziskanerkloster Wien
Das Kloster des Ordens der Minderen Brüder (Ordo Fratrum Minorum) wurde wahrscheinlich schon zu Lebzeiten des heiligen Franziskus (1181/82 – 1226) um 1224 in Wien auf Initiative von Leopold VI. gegründet und befand sich in der Nähe der heutigen Minoritenkirche.  

## Geschichte

### Die Minderbrüder auf dem Gebiet des heutigen Österreich
Um das Jahr 1209 wurde von Papst Innozenz III. die Lebensweise des heiligen Franziskus bestätigt und im Jahr 1223 von Papst Honorius III. die endgültige Regel für den Orden.  
Der Orden breitete sich rasant aus. Die ersten Missionen in die deutschen Länder starteten schon im Jahre 1221. Schon zu Lebzeiten des hl. Franziskus kamen die ersten Brüder in das Gebiet des heutigen Österreich und waren bald an verschiedensten Orten anzutreffen: Bozen und Brisen (um das Jahr 1221), Salzburg (1221), Judenburg (1222), Wien (1224), Stein, Tulln, Wiener Neustadt, Lea an der Thaya, Hainburg, Linz, Wels, Graz (um 1230). Ab 1235 erhielten die Klöster in diesem Gebiet eine eigene Verwaltung und bildeten eine selbstständige österreichische Provinz.
Seit den Anfängen haben die Brüder um die Auslegung der Regel in ihrer Lebensweise gerungen. Sehr schnell entstand eine Reformbewegung im Orden. Schon am Anfang der 15. Jahrhunderts trat Bernhard von Siena auf. Er warb für die strenge Auslegung der Regel – für die strengere „Observanz“. Die Observanten erhielten mit der Zeit ihre eigene Verwaltung und wurden am 29. Mai 1517 vom Papst Leo X. von den Konventualen mit der Bulle Ite et vos getrennt. Seit dieser Zeit bezeichnet man den Reformierten Zweig des Ordens im deutschen Sprachraum als Franziskaner (Ordo Fratrum Minorum). Der nicht reformierte Zweig wird als Minoriten bezeichnet (Ordo Fratrum Minorum Convenutalium). Im Jahr 1528 wurden vom Papst Klemens VII. die Kapuziner als eigener Orden bestätigt (Ordo Fratrum Minorum Capuccinorum).
Schon zur Lebzeiten des Franz von Assisi, kamen die ersten Brüder über die Alpen in das Gebiet des heutigen Österreich. Bei der ersten Reise des Bruder Jordan von Giano, der vom heiligen Franz von Assisi nach Deutschland geschickt wurde, konnte es sein, dass die Brüder manche der Gebiete des heutigen Österreichs gestreift haben. Diese Reise im Jahr 1219 war jedoch erfolglos. Gründe waren mangelnde Sprachkenntnisse.
Nach Wien kamen die Minderbrüder wahrscheinlich schon im Jahre 1224, ein genaues Datum ist schwierig festzustellen, da die Brüder schon seit 1221 in die „deutschen Lande“ kamen. Sie gingen über Bozen in Richtung Bayern. Dabei durchstreiften sie mit großer Sicherheit auch die Gebiete des heutigen Österreich.
Im Jahr 1234 wird erstmals ein kleines Konvent an der Stadtmauer erwähnt. 1251 wurde vom Passauer Bischof Berthold eine Kapelle zum heiligen Kreuz für die Brüder geweiht.
Diese erste Niederlassung befand sich rund um die heutige Minoritenkirche in Wien. Dort siedelten sich die ersten Brüder und dort wirkten sie auch in der Seelsorge und dem Dienst an den Armen. Vom ursprünglichen Kloster ist nach den Jahrhunderten nur ein kleiner Trakt an der Seite der Kirche geblieben.

### Die Minoriten und die Franziskaner in Wien
Mit Johannes von Capestrano beginnt für die Minderbrüder in Wien ein neues Kapitel. Mit ihm kam am 6. Juni 1451 die Reformbewegung des Ordens nach Wien. Er kam auf die Einladung der österreichischen Gesandten und wurde mit der Vollmacht neue Klöster der strengeren Observanz in Österreich zu gründe vom Papst Nikolaus V. ausgestattet. Seine Predigt begeisterte Tausende in Wien – selbst der Stephansdom wurde für die Menschenmassen zu klein. Bald schlossen sich dem Wanderprediger Männer an, die im Orden die strengere Observanz beobachten wollten.
Konvent bei St. Theobald
Am 22. Juli 1451 bekam Johannes von Capestrano vom Friedrich IV. die Erlaubnis ein neues Kloster zu gründen. Die Wahl fiel auf das Kloster St. Theobald an der Laimgrube. Das Kloster selbst wurde 1349 zuerst als Versorgungsanstalt für adelige Personen des Hofstaates vom Albrecht II. gebaut. Schon seit 1354 wohnten dort jedoch Schwestern des Dritten Ordens des hl. Franziskus. Die Schwestern selbst übersiedelten in ein von der Stadt renoviertes Haus in der Nähe der Minoritenkirche.
Schon im Jahr 1452 hielt Johannes von Capestrano das erste Provinzkapitel in diesem Haus ab. Das Kloster wurde unter Friedrich IV vergrößert, so dass es Platz für bis zu 200 Brüder bieten konnte. Die Brüder dienten den Armen und zwei von ihnen, Timotheus und Angelus, werden im Zusammenhang mit der Betreuung der Pestkranken während der Epidemie im Jahr 1453 erwähnt. Das Klostergebäude wurde am 25. September 1529 von den Türken komplett zerstört; dabei starben ungefähr 100 Brüder. Ca. 20 Brüder konnten vor den heranrückenden Truppen in die Stadt flüchten.
Auf dem Grund bauten Ende des 17. Jahrhunderts dann die Karmeliten ein Kloster und übernahmen die Seelsorge an der Kirche St. Joseph auf der Laimgrube.
Konvent bei St. Rupert
Nach der Belagerung Wiens, hat der Bischof Johann Fabri den Brüdern die Kirche St. Rupert und ein dazugehörendes Haus zur Verfügung gestellt. Das Haus war jedoch baufällig. Die Brüder zogen an diesen Ort aufgrund mangelnder Alternativen am 8. Oktober 1533. Hier erhielten die Brüder auch den Auftrag der Seelsorge an der Kirche St. Rupert.
Da die Kirche und das Haus reparaturbedürftig waren, suchten die Brüder nach einem anderen Ort, wo sie leben könnten. Dazu kam noch, dass das Haus selbst zu klein war für die bestehende Gemeinschaft und ungeeignet um den Personalstand zu erhöhen.
Konvent bei St. Nikolaus
Das Haus gehörte im 13. Jahrhundert den Zisterzienserinnen. Dort befand sich im 14. Jahrhundert eine von den Nonnen geführte Schule der heiligen Schrift. Nach dem Krieg im Jahr 1529 sind die Nonnen des Mutterhauses am Stubentor gezwungen gewesen in dieses Haus zu ziehen. Da aber bald die Anzahl der Nonnen auf vier schrumpfte wurden sie vom Bischof Johann Fabri angewiesen in das Stift St. Bernhard zu ziehen.
Im Jahr 1540 gründete hier der Bischof Fabri ein Seminar für 13 Studenten, die vor allem die lateinische, griechische und hebräische Sprache lernen sollten. Das kleine Kollegium löste sich jedoch schnell auf.
Die Brüder baten Ferdinand I. um ein anderes Haus. So bekamen die Brüder durch ein am 22. Februar 1545 ausgestelltes Diplom das Beneficiatenhaus in der Singerstraße mit dem dazugehörigen Kirchlein St. Nikolaus. Die Gemeinschaft der Brüder wuchs kontinuierlich und da Haus wurde schnell zu klein. Deswegen bekamen die Brüder durch die Gunst von Erzherzog Ernst im Jahr 1589 das Haus zum hl. Hieronymus.
Bei St. Nikolai richtete das Magistrat der Stadt dann ein Haus für arme Bürgerstöchter. Im 17. Jahrhundert siedelten sich dort Klarissen an.
Das Franziskanerkloster zum hl. Hieronymus
Das Haus zum hl. Hieronymus wurde im 14. Jahrhundert als eine Zufluchtsstätte für Büßerinnen erbaut. Gestiftet haben es reiche und angesehene Bürger Wiens. Vogt dieses Hauses war der Landesfürst, sein Untervogt, der Bürgermeister Wiens. Bald wurde auch eine Kapelle für das Haus gebaut und am 20. November 1387 vom Passauer Weihbischof Simon von Castoria geweiht. Das Haus und die Kapelle erhielten zahlreiche Privilegien und Ablässe.

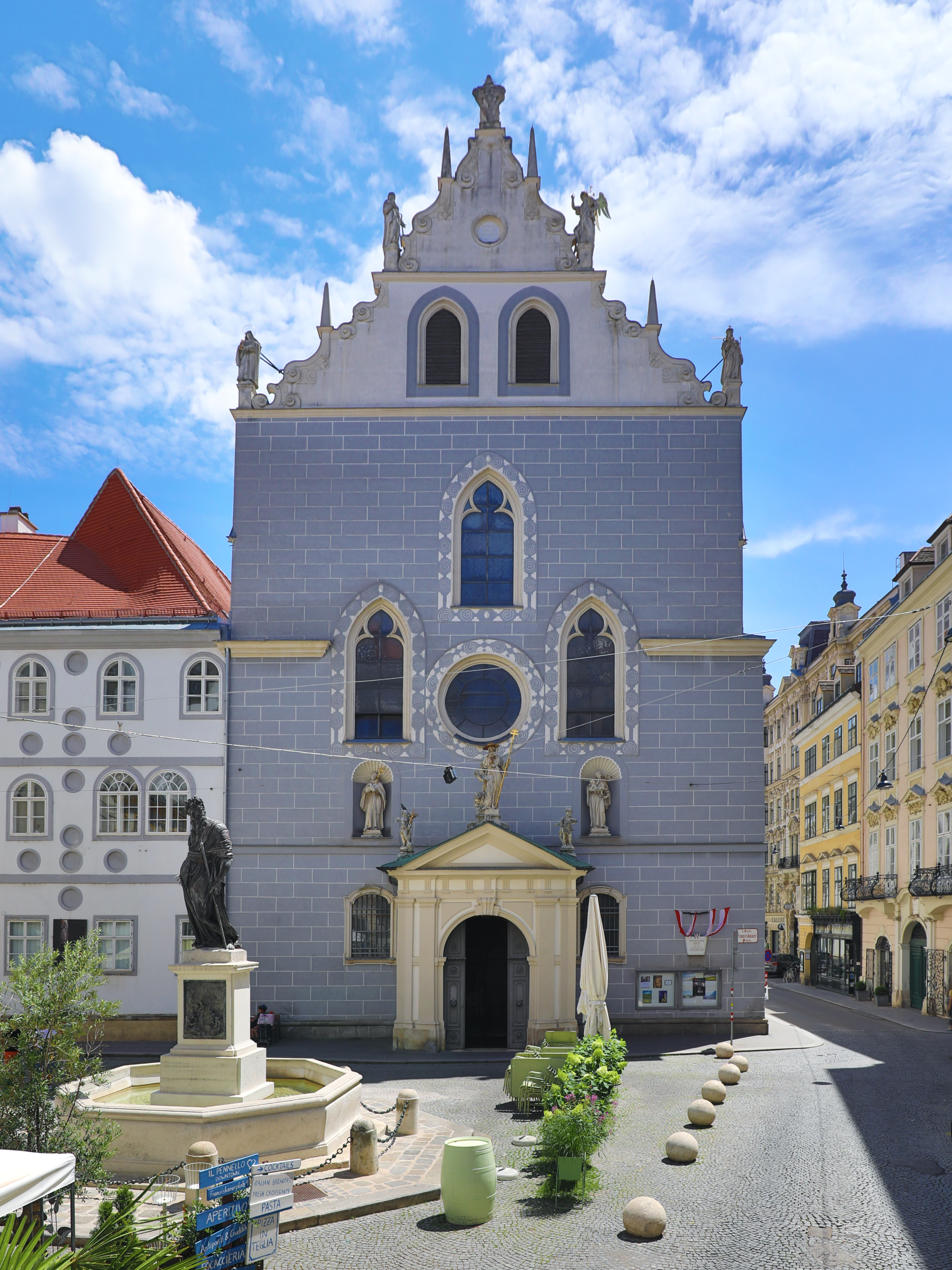
Klosterkirche; am 11. Dezember 1611 geweiht

Die Meisterin der Büßerinnen wurde vom Bürgermeister und dem Stadtrat gewählt. Der geistlich Rektor des Hauses wurde jedoch jeweils vom Landesfürsten gewählt. Im Jahr 1525 wurde das Haus durch ein Feuer zerstört und wieder aufgebaut. Die letzte Meisterin Juliana Kelbergerin starb am 20. Januar 1553. Die Gemeinschaft der Büßerinnen löste sich bald danach komplett auf. Daraufhin richtete die die Stadtvertretung in dem Gebäude eine Erziehungsanstalt für verwaiste Mädchen. Da. Aber das Haus den Franziskanern am 10. Mai 1589 vom Erzherzog Ernst übergeben wurde, siedelte man die Waisenmädchen in das Haus St. Nikolaus um.
Nach dem Einzug der Franziskaner in das Kloster hl. Hieronymus stellten die Bürde fest, dass das Gebäude sanierungsbedürftig ist. So beschlossen der österreichische Provinzial P. Bonaventura Daum und der Generalkommissar des Ordens für Deutschland P. Valentin Friecius, dass ein Neubau notwendig ist. Man erwarb mehrere anliegende Häuser. Danach wurden das alte Bußhaus und die dazugehörige Kapelle und die umliegenden Häuser abgerissen.
Am 14. August 1603 wurde der Grundstein für die Kirche gelegt. Schon am 8. Dezember 1607 zogen die Brüder in die noch nicht fertige Kirche feierlich ein. Am 11. Dezember 1611 wurde die Kirche vom päpstlichen Legaten Kardinal Franz Fürst Dietrichstein geweiht. Die Fertigstellung der Kirche und des dazugehörigen Turmes erfolgte erst 1614. Am 11. August 1614 Hat P. Bonaventura Daumius († 1619) den Grundstein für das Kloster gelegt. Das Haus war ausgelegt für 200 Brüder. Der Bau wurde von Abraham Mall und Peter Centner im Jahr 1621 abgeschlossen. Im Jahr 1630 baute man auch ein kleines Krankenhaus mit einer eigenen Kapelle.
Im Jahr 1825 wurde das Franziskanerkloster in Wien der ungarisch-slavonischen Provinz zum hl. Kapistran angegliedert.

### Tätigkeit des Franziskaner in Wien
Franziskanerkloster heute
Die Franziskaner sind heute vor allem in der Seelsorge an der eigenen Kirche tätig. Etliche Gottesdienste und das Beichtangebot sind der Grundpfeiler des Wirkens. Darüber hinaus finden im Kloster und in der Kirche etliche Veranstaltungen statt. Darüber hinaus sind die Brüder in verschiedenen pastoralen Diensten in der Stadt Wien tätig.
Seit 1633 befindet sich im Haus das Generalkommissariat des Heiligen Landes. Eine Ordenseigene Einrichtung zur Unterstützung der Mission des Ordens im Heiligen Land. Im Haus selbst befindet sich auch der von P. Petrus Pavlicek OFM gegründete Rosenkranz-Sühne-Kreuzzug – eine Gebetsbewegung für den Frieden in der Welt.

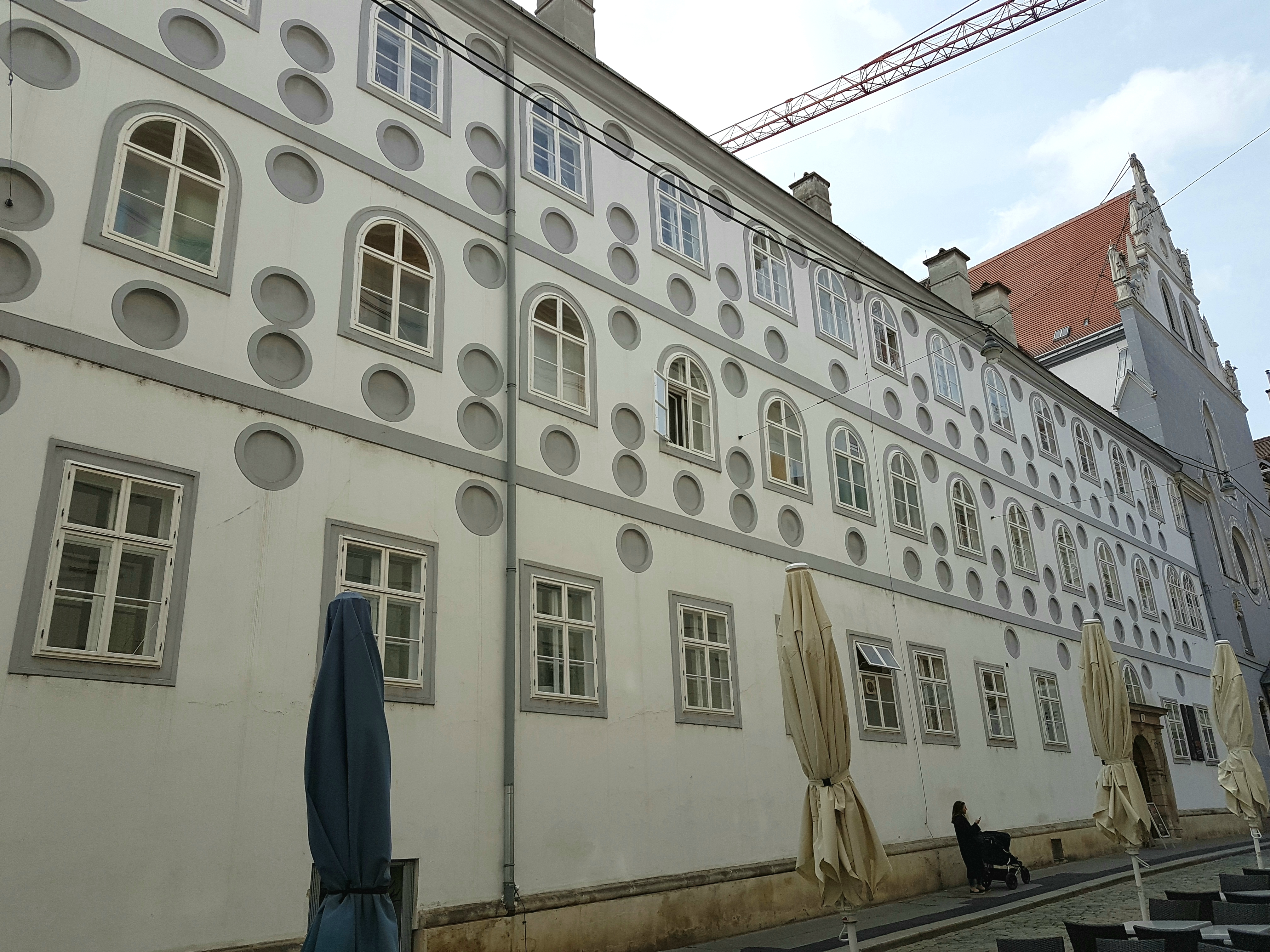

Die Sorge für die Armen ist eine der wichtigen Aufgaben des Klosters. An der Pforte wird täglich Essen an Bedürftige ausgeteilt. Ein Team von ehrenamtlichen Mitarbeitern bietet auch einmal in der Woche eine Suppenküche an. Darüber hinaus ist mit dem Haus das Hilfswerk Franz Hilf verbunden – eine Organisation, die gesammelte Spenden an verschiedene Hilfsprojekte, vor allem im Osten Europas, weiterleitet.
Das franziskanische Leben in Wien heute
Heute befinden sich in Wien verschiedene Orte die mit dem Ordensleben nach dem Ideal des hl. Franz von Assisi verbunden sind. Der älteste Ort ist die Minoritenkirche. Das ist der Ort der ersten Niederlassung der Franziskaner in Wien. Leider ist von der alten Klosteranlage nicht viel übrig geblieben. Nach vielen Wirrungen der Zeit wurden die Minoriten im Jahr 1782 im Zuge der Josephinischen Reformen in die Alserkirche umgesiedelt. Die Minoritenkirche wurde am 3. Juni 1784 vom Joseph II. der Italienischen Kongregation Maria Schnee in Eigentum gegeben. Am 29. Juni 2021 hat die Priesterbruderschaft Pius X. die Kirche gekauft.
Der zweite franziskanische Ort sind zweifelsfrei die Franziskanerkirche und -kloster am Franziskanerplatz. Hier leben die Franziskaner seit dem 10. Mai 1589.
Der dritte wichtige Ort in Wien ist das Kapuzinerkloster am Neuen Markt. Dort befindet sich auch die Kaisergruft.
Der dritte Ort ist die Kirche am Hof – dort ist die kroatische Mission eingerichtet, die von Franziskanern aus Kroatien betreut wird.